# David Mair (Rennrodler)

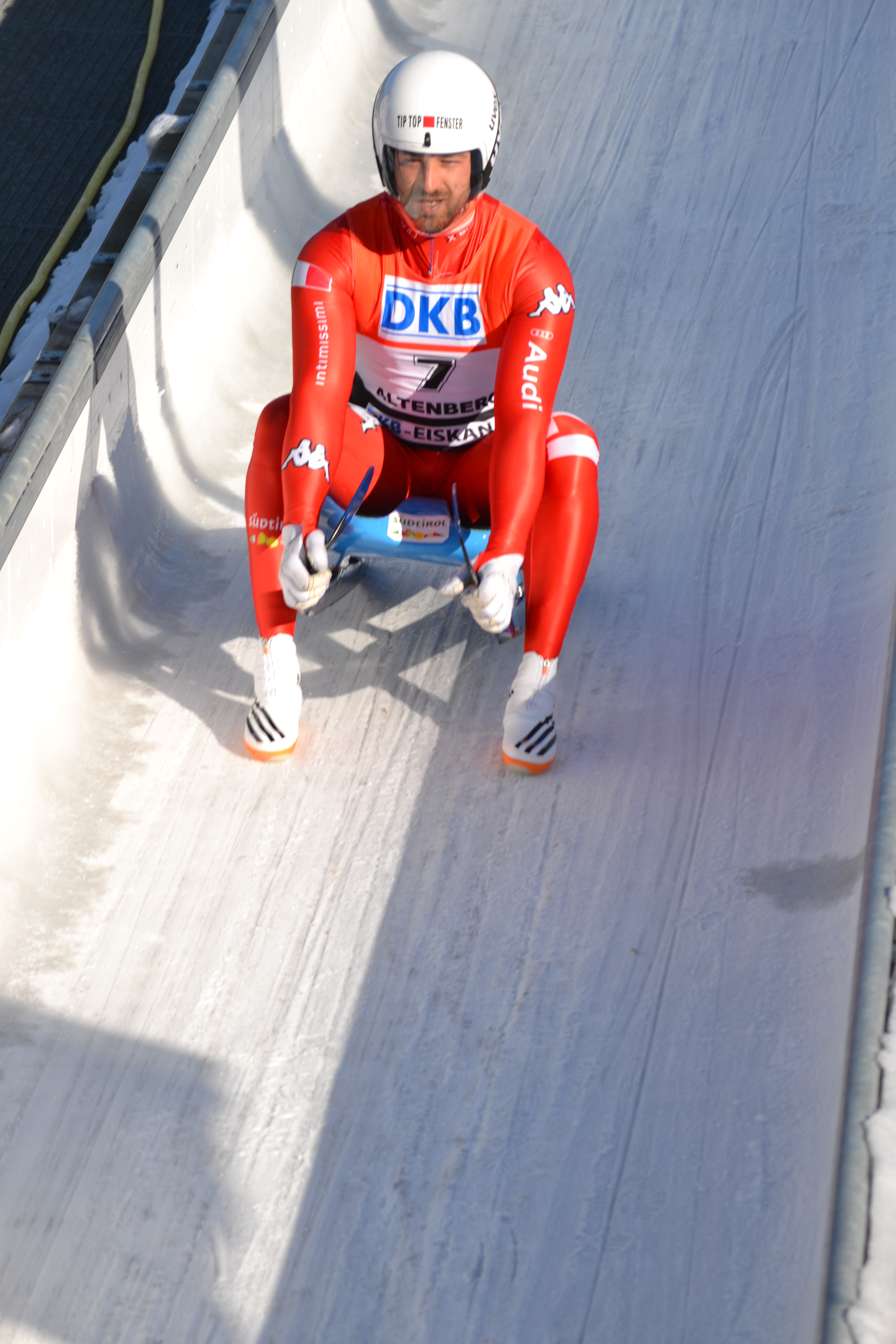
David Mair, 2015

David Mair (* 21. August 1984 in Sterzing) ist ein ehemaliger italienischer Rennrodler.
David Mair lebt in Meransen und arbeitet als Carabiniere. Zu Beginn der Saison 2003/04 debütierte er in Sigulda im Rennrodel-Weltcup und wurde 39. Erst zur anschließenden Saison wurde Mair erneut im Weltcup eingesetzt und gehörte von nun an zum Stamm des italienischen Weltcup-Teams. Seine Ergebnisse lagen im Schnitt um Rang 25, am Ende erreichte er den 32. Platz in der Gesamtwertung. Den internationalen Durchbruch schaffte Mair im Rennrodeln in der Saison 2005/06. Mit vielen guten Plätzen, darunter ein zehnter Platz in Lake Placid, wurde er am Ende 18. der Gesamtwertung. Die folgende Saison konnte sie das Niveau halten und am Ende 15. der Gesamtwertung werden, aber keine weitere Platzierung in den Top Ten erreichen. Noch besser verlief die Saison 2007/08, in der Mair Achter und Zehnter in Sigulda wurde und am Ende 14. der Gesamtwertung war. Herausragende Erfolge bei Großereignissen fehlen bislang. Bei den Rennrodel-Europameisterschaften 2006 in Winterberg erreichte Mair Rang 12, bei den Weltmeisterschaften 2007 in Igls wurde er 14., bei den Weltmeisterschaften 2008 in Oberhof nur 24. Die Europameisterschaften 2008 beendete er in Cesana Pariol als 14. Während der Saison 2008/09 konnte Mair als Neunter in Königssee erneut eine Top-Ten-Platzierung einfahren. Bei den Olympischen Winterspielen 2010 in Vancouver belegte er Platz 17.
Nach der Saison 2014/15 beendete er seine Karriere.